# Chrétien II de Lamoignon
Pour les autres membres de la famille, voir Famille de Lamoignon.
Chrétien II de Lamoignon dit de Lamoignon de Basville est un magistrat français, né le 14 mars 1676 et mort le 28 octobre 1729 à Paris.
Marquis de Basville, et de Milhars, Baron de Saint-Yon, Seigneur de Lamoignon, du Broc, de Bergonne, de Gignat, d'Hauterive, de Saint-Yvoine, de Laqueuille et de Bois-Jardin.

## Biographie
Fils de Chrétien-François de Lamoignon et de Marie Jeanne Voisin.
Respectant la tradition familiale, Chrétien de Lamoignon étudie le Droit et est nommé avocat au parlement, le 26 janvier 1693, pour être reçu, le 24 mai 1694, avocat du Roi au Châtelet de Paris.
Le 3 septembre 1698, il est nommé conseiller au parlement.
Maître des requêtes et avocat général, le Roi Louis XIV lui accorde, le 30 août 1706, la survivance de la charge de président à mortier au parlement de Paris, que possède son père.
Commandeur de l'ordre du Saint-Esprit, il est reçu dans la charge de secrétaire des ordres du roi, le 12 décembre 1713, sur la démission du chancelier Voisin, son oncle, il en prête serment le 13 décembre 1713 et démissionne en février 1716.

## Possessions et titres

### Marquis de Basville (1709-1729)
Au décès de son père, le 7 août 1709, il prend possession du marquisat de Basville et de son château, terre acquise, en 1559, par son ancêtre Charles de Lamoignon.

### Marquis de Milhars (1727-1729)
Au décès de sa mère, le 1er septembre 1727, il hérite du marquisat de Milhars. Cette dernière avait recueilli cette terre par legs de sa tante paternelle, Marie Renée Antoinette Charlotte Le Genevois, marquise de Milhars et de Bligny, dame d'Arnac, de Lexos et de Tonnac, veuve de François Voisin, décédée sans postérité, le 6 janvier 1721.

### Vicomte d'Argeville (...-1719)
Il acquiert, avec son épouse, la terre et vicomté d'Argeville composée entre autres de la terre d'Argeville, de celles de la Grand-Maison, de Champrond et de l'Argenterie, du fief de Chollier, de la moitié du moulin de Moret et de terres labourables et de près, de François Levasseur, bourgeois de Paris, curateur de la succession vacante de Paul de Chaudessolle, écuyer et secrétaire du Roi, grand-père paternel de Marie-Louise Gon.
Suivant contrat en date du 31 décembre 1719, ils vendent cette terre à Jean-Louis Héron, conseiller et secrétaire du Roi, contrôleur à la grande chancellerie et ancien receveur général des finances de Champagne, et Marie Isabelle Moutée, son épouse, qui en font hommage au Roi, le 13 mai 1720.

### Baron de Saint-Yon (1709-1729)
Au décès de son père, le 7 août 1709, il recueille la baronnie de Saint-Yon, terre reçue par son ancêtre, Charles de Lamoignon.

### Seigneur du Broc, de Bergonne, de Gignat, d'Hauterive et de Laqueuille
C'est par son mariage avec Marie Louise Gon, qu'il prend possession de ces terres et seigneuries en Auvergne.

## Généalogie
Il épouse, le 5 septembre 1706, Marie Louise Gon, fille de Louis Gon, seigneur de Bergonne, maître des comptes, et de Marie-Marguerite de Chaudessolle. De cette union, naissent :
- Chrétien-Guillaume;
- Catherine Louise qui épousera, en premières noces, le 23 février 1734, François Louis Dauvet, comte des Marestz et Baron de Boursault, grand fauconnier de France (1711-1748)[10], et, en secondes noces, Louis Auguste d'Estourmel, marquis du Fretoy puis marquis d'Estourmel, gouverneur des ville et château du Crotoy, maréchal de camp[11].